# Mambru s'en va-t-en guerre
Pour plus de détails, voir Fiche technique et Distribution.
Mambru s'en va-t-en guerre (Mambrú se fue a la guerra) est un film espagnol réalisé par Fernando Fernán Gómez, sorti en 1986.

## Synopsis
Le jour de l'annonce de la mort de Franco, Florentina informe que son mari Emiliano, déclaré mort à la guerre, est bel et bien vivant et qu'il est resté caché tout ce temps dans la maison familiale.

## Fiche technique
- Titre : Mambru s'en va-t-en guerre
- Titre original : Mambrú se fue a la guerra
- Réalisation : Fernando Fernán Gómez
- Scénario : Pedro Beltrán
- Musique : Carmelo A. Bernaola
- Photographie : José Luis Alcaine
- Montage : Pablo G. del Amo
- Production : Miguel Ángel Pérez Campos
- Société de production : Altaïr
- Pays :  Espagne
- Genre : Drame
- Durée : 99 minutes
- Dates de sortie : 
  -  Espagne : 16 mai 1986

## Distribution
- Fernando Fernán Gómez : Emiliano
- María Asquerino : Florentina
- Agustín González : Hilario
- Emma Cohen : Encarna
- Nuria Gallardo : Juanita
- Jorge Sanz : Manolín
- Carlos Cabezas : Rafael
- Alfonso del Real : Alcalde

## Distinctions
Le film a été nommé trois fois aux prix Goya et Fernando Fernán Gómez y a remporté le prix du meilleur acteur.